# Ullrich Nauck
Ullrich Carl Nauck (* 31. Mai 1852 in Badresch; † 21. Oktober 1923 in Großschönfeld) war ein deutscher Verwaltungsbeamter.

## Leben
Ullrich Nauck, der evangelischer Konfession war, studierte an den Universitäten Leipzig und Berlin Rechtswissenschaften. 1874 wurde er Mitglied des Corps Saxonia Leipzig. 1875 schloss er sich dem Corps Normannia Berlin an. Nach dem Studium trat er in den preußischen Staatsdienst ein und wurde Regierungsassessor im Preußischen Ministerium der geistlichen, Unterrichts- und Medizinalangelegenheiten. 1887 wurde er zum Landrat des Kreises Iserlohn ernannt. Während seiner Dienstzeit wurde er mit der Ernennung zum Geheimen Regierungsrat ausgezeichnet. Nach 32 Jahren im Amt wurde er 1919 auf Gesuch aus dem Staatsdienst entlassen. Von 1894 bis 1919 war er für den Wahlbezirk Iserlohn Mitglied im Provinziallandtag der Provinz Westfalen. Zuletzt lebte er in Köln.